# Maria Larsson (skolledare)

För andra personer med samma namn, se Maria Larsson.  
Maria Magdalena Larsson, född 11 juli 1850 i Hallsjö, Huddunge socken i Västmanlands län, död 4 december 1935 på lärarinnehemmet Ro i Lidingö församling, var en svensk skolledare. Hon var syster till Johan Eric Larsson.
Larsson, som var bosatt i Sandarne, var verksam vid Söderhamns elementarläroverk för flickor från 1882, där hon undervisade i kristendom samt inom småskolan. Efter att läroanstaltens föreståndare Ebba de Laval 1896 överflyttat till elementarläroverket för flickor i Strömstad innehade Larsson denna befattning på förordnande. Efter att efterträdaren Maria Rudbeck från januari 1901 erhållit tjänstledighet på grund av sjuklighet innehade Larsson åter denna befattning på förordnande och efter att Rudbeck erhållit permanent avsked blev Larsson läroanstaltens föreståndare från 1902 fram till sin pensionering 1910. Hon var ordförande i Lokalföreningen för kvinnans politiska rösträtt i Söderhamn och föreningens representant i centralstyrelsen för Landsföreningen för kvinnans politiska rösträtt.
Maria Larsson var dotter till rusthållaren Lars Olsson och Stina Larsdotter samt sondotter till riksdagsmannen och häradsdomaren Olof Hansson (1792–1846), alla i Hallsjö, Huddunge socken i Uppland. Hon förblev ogift och begravdes på Norra begravningsplatsen utanför Stockholm.